# 3803 Tuchkova
3803 Tuchkova este un asteroid din centura principală, descoperit pe 2 octombrie 1981 de Liudmila Juravliova.